# Decreto Ley N.º 11947
El Decreto Ley N.º 11947 fue un decreto del gobierno militar de Hugo Banzer Suárez (1971-1978). Dictado el 9 de noviembre de 1974, declaró el receso de los partidos políticos y la militarización completa del Poder Ejecutivo, iniciando una nueva etapa del Banzerato. Este hecho fue provocado por la ruptura del Frente Popular Nacionalista, alianza formada por el gobierno militar banzerista y los partidos políticos MNR y FSB.

## Antecedentes

### Alianza del FPN
Con el triunfo del golpe de 21 de agosto de 1971, sus impulsores formaron un gobierno cívico-militar representado por el Frente Popular Nacionalista (FPN) - una alianza compuesta por las Fuerzas Armadas bajo el presidente-general Hugo Banzer y los partidos nacionalistas Movimiento Nacionalista Revolucionario (MNR) de Víctor Paz Estenssoro y la Falange Socialista Boliviana (FSB) de Mario Gutiérrez.
La coalición de gobierno se desintegró gradualmente desde fines de 1973. La promesa de elecciones previstas para 1974 llevaría a una parte del MNR y del FSB a abandonar el gobierno, dejando sólo unas pocas facciones políticas.

### Intentonas golpistas de 1974
De la noche del 4 al 5 de junio de 1974, un grupo de jóvenes oficiales pertenecientes al Grupo Generacional y liderados por Gary Prado Salmón y Raúl López Leyton hicieron un levantamiento contra el gobierno. Los rebeldes, elementos del Regimiento Tarapacá, marcharon con una columna de tanques hacia La Paz. Entre sus demandas estaban la destitución del dictador Banzer, el regreso de Bolivia a la constitucionalidad y el proceso de todos aquellos que se han enriquecido por el Estado. Las fuerzas gubernamentales reprimieron con éxito la Intentona y los rebeldes se rindieron poco después.
El 7 de noviembre estallaría otro levantamiento - disidentes de las Fuerzas Armadas con apoyo de elementos del MNR y FSB tomarían la ciudad de Santa Cruz de la Sierra. Los líderes declarados del motín fueron el exministro Carlos Valverde Barbery y el general Julio Prado Montaño, padre de Gary Prado.El presidente Banzer declaró el estado de sitio y logró aplastar la rebelión utilizando un cuerpo de paracaidistas y unidades de la Fuerza Aérea, reconquistando la ciudad.Banzer aprovecharía este intento de golpe como justificación para lanzar una serie de medidas autoritarias el 9 de noviembre - entre las medidas estaba la cancelación de elecciones, la disolución del acuerdo con el MNR y FSB y la prohibición de actividades políticas. Esto fue calificado como un autogolpe de Estado por múltiples fuentes. Ese mismo día, Banzer destituiría al ministro José Patiño Ayoroa, acusándolo de vinculación con la intetona.

## Promulgación
La decadencia del FPN y un levantamiento fallido convenció a Banzer de que ya no necesitaba aliados civiles. Inspirado por el modelo chileno y brasileño, Banzer anunció la reorganización completa del sistema político boliviano y un plan de una "Nueva Bolivia" bajo control militar. Sus anuncios fueron formulados en el Decreto Supremo 11947, expedido el 9 de noviembre de 1974.
Las consecuencias y objetivos del Decreto 11947 fueron las siguientes:
- Receso de los partidos políticos.
- Gobierno dirigido exclusivamente por las Fuerzas Armadas hasta 1980.[3]
- Cese de actividades políticas de entidades sociales (Organizaciones sindicales, empresariales y estudiantiles)
- Se instituye el Servicio Civil Obligatorio. Reclutamiento de ciudadanos bolivianos para desempeñar funciones designadas por el gobierno.